# Mussius Aemilianus
Lucius Mussius Aemilianus (mất 261 hoặc 262) là một kẻ soán ngôi La Mã. Aemilianus vốn xuất thân gốc Ý. Ông từng là một sĩ quan trong quân đội La Mã dưới thời Hoàng đế Marcus Julius Philippus và Valerianus. Về sau ông trở thành thái thú Ai Cập và được cho là đã ủng hộ cuộc nổi dậy của Macriani chống lại Hoàng đế Gallienus (260-261). Khi Macriani bị đánh bại thì ông liền tự xưng đế dấy binh làm phản. Gallienus bèn gửi tướng Aurelius Theodotus đến Ai Cập để đối phó với Aemilianus. Chỉ sau một cuộc giao tranh ngắn thì quân của Aemilianus đại bại hoàn toàn (khoảng 30 tháng 3 năm 262), bản thân ông thì bị bắt rồi sau bị bóp cổ cho đến chết. Đồng thời người hỗ trợ cho ông là Memor cũng bị xử tử.